# The Subways
The Subways — британская рок-группа, образованная в 2002 году в городе Велвин-Гарден-Сити, в графстве Хартфордшир. В её состав входят Билли Ланн (гитара, вокал), Шарлотта Купер (бас-гитара, вокал) и Джош Морган (ударные). На данный момент группа выпустила пять студийных альбомов и двенадцать EP, а также с успехом выступила на нескольких известных британских музыкальных фестивалях.

## История

### Создание группы (2002—2004)
История группы The Subways началась в начале 2000-х, когда братья Билл Ланн и Джош Морган (несовпадение фамилий, по словам Билли, произошло из-за развода их родителей, произошедшего около 1998 года; после этого Билли взял себе девичью фамилию своей матери) научились игре на гитаре и ударных соответственно и играли песни групп Nirvana и Green Day у себя дома и в школе, называя свою группу Mustardseed и, позже, Platypus. Вскоре Билли познакомился с Шарлоттой Купер, и на его предложение поиграть в их группе на бас-гитаре она ответила положительно — так сформировался постоянный состав The Subways.
Вскоре группа начала писать собственные песни и выступать в небольших клубах в Хартфордшире и Эссексе. В течение этого периода ими было записано множество демозаписей. Запись происходила дома у братьев, для чего они приобрели недорогое звукозаписывающее оборудование, не имея достаточно средств для аренды профессиональной студии. Записанные таким образом песни рассылались по почте и через Интернет организаторам различных музыкальных фестивалей в надежде, что группу пригласят там сыграть. Также Билли Ланн предоставлял возможность пользоваться своей домашней студией другим местным группам, оказавшимся в подобной ситуации. Именно участники одной из них посоветовали The Subways отправить свои записи Майклу Эвису, организатору фестиваля в Гластонбери. Этот шаг оказался успешным: группа получила приглашение выступить на Гластонбери-2004 и оправдала ожидания Эвиса. По словам Ланна, это был значительный скачок в продвижении группы:

Мы перешли от игры для 250 человек сразу к аудитории около 10000 за то единственное выступление. 
Успех в Гластонбери помог The Subways организовать летом и осенью 2004 года турне по Великобритании, а в ноябре того же года — подписать контракт с Infectious Records на запись своего первого альбома.

### Young for Eternity(2005—2007)
Дебютный альбом The Subways, получивший название «Young for Eternity», был записан в первой половине 2005 года в Ливерпуле под руководством продюсера Яна Брауди. Его релиз состоялся 5 июля 2005 года; в британских чартах он достиг 32-й строчки. Некоторые песни с этого альбома («She Sun», «Rock & Roll Queen» и «Oh Yeah») были использованы в рекламе.
В апреле 2006 года несколько концертов группы были отменены из-за проблем со здоровьем Билли Ланна: у него обнаружили узелковое утолщение в голосовых связках. Операция по его удалению прошла успешно, и уже в июне The Subways продолжили концертную деятельность, выступив, кроме всего прочего, на разогреве у Foo Fighters. Также группа совершила турне в США, где Билли Ланн проникся американской музыкой и решил, что для записи следующего альбома они найдут американского продюсера.

### All or Nothing(2007 —2008)
Этим продюсером стал Бутч Виг, барабанщик Garbage, работавший в начале 1990-х в качестве продюсера с Nirvana, The Smashing Pumpkins и Jimmy Eat World. 4 июня 2007 года в Лос-Анджелесе началась запись второго альбома, завершённая 17 октября того же года. 25 марта в качестве mp3-релиза вышел первый сингл с него, «Girls & Boys».
Релиз диска состоялся 30 июня 2008 года.
Также в 2008 году группа снялась в фильме Гая Ричи «Рок-н-ролльщик», исполнив песню «Rock & Roll Queen», которая также вошла в саундтрек к его трейлеру.

### Money & Celebrity(2010 —2012)
Альбом был выпущен 19 сентября 2011 года.
Группа объявила в июне, что первым синглом нового альбома станет «It's a Party», который был доступен в качестве бесплатного скачивания на веб-сайте группы. Они также огласили даты дополнительного тура, в поддержку своего нового альбома. Это был тур по Европе, группа играла в таких клубах как Manchester Academy 2, London KOKO.
Сингл «We Don't Need Money To Have A Good Time» был выпущен 11 сентября 2011 года.
Сингл «It's A Party» был выпущен 2 января 2012.

### The Subways (альбом) (2013 — 2015)
17 февраля 2013 года группа объявила о начале репетиций материала для записи нового, четвертого, альбома.
Осенью 2014 года был выпущен первый сингл с альбома, песня "My Heart Is Pumping to a Brand New Beat", а также были объявлены даты предстоящего тура. 9 февраля 2015 года альбом The Subways, четвёртый альбом группы, был выпущен в Великобритании, а через 4 дня в Германии и Швейцарии.
16 февраля 2015 года было объявлено, что барабанщик группы, Джош Морган, вынужден временно покинуть группу из-за острых приступов боязни сцены, вызванных синдромом Аспергера. Друг группы и профессиональный барабанщик был приглашен на место Моргана на время инцидента. Однако уже через несколько недель Морган смог присоединиться к группе в туре.

## Нынешний состав группы
| |  |  |
| Текущий состав The Subways (фестиваль Kubana 1 августа 2012 года). Слева направо: Билли Ланн (вокал, гитара), Шарлотта Купер (бас-гитара, бэк-вокал), Джош Морган (ударные) |  |  |

В октябре 2020 года Билли Ланн и группа официально заявили об уходе из группы Джоша Моргана на официальном сайте и страницах Instagram.

### Студийные альбомы
- Young for Eternity (2005)
- All Or Nothing (2008)
- Money & Celebrity (2011)
- The Subways (2015)
- Uncertain Joys (2023)

### EP
- «The Platypus EP»
- «I Lost You To The City EP»
- «Summertime EP»
- «Rock & Roll Queen EP»
- «No Heart No Soul EP»
- «Young For Eternity EP»
- «At 1am EP»
- «Milk EP»
- «Mary EP»
- «Live at Birmingham Academy EP»
- «The Live Videos EP» (доступен только через iTunes)
- «Live and Acoustic In Magdeburg EP» (доступен только через iTunes)
- "We Don't Need Money to Have a Good Time EP" (доступен только через iTunes)
- "It's a Party EP" (доступен только через iTunes)
- "Kiss Kiss Bang Bang EP" (доступен только через iTunes)

## Синглы
- «1am» (2004)
- «Oh Yeah» (2005)
- «Rock & Roll Queen» (2005)
- «With You» (2005)
- «No Goodbyes» (2005)
- «Girls & Boys» (2008)
- «Alright» (2008)
- «I Won’t Let You Down» (2008)
- «Shake! Shake!» (2009)
- «We Don’t Need Money To Have A Good Time» (2011)
- «It’s A Party» (2012)
- «My Heart Is Pumping To A Brand New Beat» (2014)
- "I'm in Love and It's Burning in My Soul" (2014)
- "Taking All the Blame" (2015)
- "Fight" (2021)
- "You Kill My Cool" (2022)